# Arbitrage
Arbitrage (prt: Cinema; bra: Arbitrage - A Fraude) é um filme de drama estadunidense de 2012, dirigido e escrito por Nicholas Jarecki e estrelado por Richard Gere, Susan Sarandon, Tim Roth, e Brit Marling. As filmagens começaram em abril de 2011 na cidade de Nova Iorque. Sendo distribuído por Lions Gate Entertainment ele estreou nos cinemas norte-americanos em setembro de 2012, já no território brasileiro foi lançado pela Imagem Filmes em 21 de dezembro de 2012.
Richard Gere foi indicado ao Globo de Ouro de melhor ator em filme dramático nos Prêmios Globo de Ouro de 2013.

## Sinopse
Robert Miller (Richard Gere) é um milionário que está prestes e vender sua companhia para um grande banco e deseja fazer isso da forma mais rápida possível, para evitar que uma fraude sua seja revelada. Ao mesmo tempo, divide suas atenções entre sua "família perfeita" e sua amante (Laetitia Casta). Ao sofrer um acidente de carro após dormir ao volante, Miller se vê em uma situação inesperada. A amante, que lhe acompanhava, morre e ele acaba abandonando o local do acidente.

## Elenco
Abaixo o elenco principal do filme.
- Richard Gere como Robert Miller
- Susan Sarandon como Ellen Miller
- Tim Roth como Det. Bryer
- Brit Marling como Brooke Miller
- Laetitia Casta como Julie Cote
- Nate Parker como Jimmy Grant
- Stuart Margolin como Syd Felder
- Chris Eigeman como Briar Gavin
- Graydon Carter como James Mayfield
- Bruce Altman como Chris Vogler

## Recepção

### Crítica
Arbitrage recebeu critícias geralmente positivas. O website Rotten Tomatoes lhe dá uma pontuação de 85%, com base em 125 comentários de críticos. No Metacritic, recebeu uma classificação média ponderada de 73% com base em opiniões de 33 críticos.
O website brasileiro AdoroCinema deu ao filme uma 3,5 de 5 estrelas para o filme. O critico Lucas Salgado relatou que "o diretor Nicholas Jarecki, fez um bom trabalho, principalmente na condução da narrativa, que é fria, mas nunca parada. Envolve intriga, drogas e sexo sem cair em estereótipos". O critico também ressaltou que de longe o personagem Robert Miller interpretado por Richard Gere foi uma de suas melhores interpretações em toda a sua carreira.
Roger Ebert de Chicago Sun-Times relatou que "em poucos filmes o público consegue se identificar tão bem com um personagem desagradável como em Arbitrage, e poucos atores conseguiriam fazê-lo tão bem quanto Richard Gere", e deu ao filme quatro estrelas. Já o critico brasileiro Roberto Guerra do website CineClick, disse que no "filme não há heróis e nem vilões... no final das contas, todos agem movidos por seus interesses e necessidade de autopreservação".
O crítico Alexandre Agabiti Fernandez do jornal Folha de S.Paulo elogiou a atuação de Gere, mas criticou negativamente o personagem, pois, segundo ele, o personagem é "excessivamente hipócrita para ser verossímil". "A realização é acadêmica, e o roteiro desanda quando o suspense perde força em favor do esboço de um perfil do sinistro magnata", disse Fernandez. Muitos críticos apontaram para "desempenho conflituoso" de Gere, e citou o roteiro, conjunto da atuação e direção como de de alta qualidade.

### Bilheteria
Nos Estados Unidos o filme já arrecadou mais de R$7,547,000 com um total mundial de R$36,719,574 dólares, incluindo vídeo sob demanda.